# Akio Kaminaga
Akio Kaminaga –en japonés, 神永 昭夫, Kaminaga Akio– (22 de diciembre de 1936-21 de marzo de 1993) fue un deportista japonés que compitió en judo.

## Biografía
Kaminaga nació en Sendai, prefectura de Miyagi, y comenzó a aprender yudo durante la escuela secundaria, un comienzo bastante tarde para un gran competidor. Kaminaga mejoró sus técnicas a un ritmo rápido, y realizó un examen de grado dan en el Instituto Kodokan, a propuesta de sus colegas durante su último año en la escuela secundaria. Kaminaga derrotó a 19 oponentes consecutivos en el examen, y se le otorgó una clasificación tercer dan en el acto. Sin embargo, Kaminaga fue superado completamente cuando participó en sesiones de sparring del equipo de yudo en la Universidad de Meiji. Esto lo convenció para entrar en la Universidad de Meiji, y continuó practicando yudo. 

## Trayectoria
Ganó en entonces sin precedentes tres campeonatos en el Campeonato All-Japan Yudo de 1960-1961 y 1964 convirtiéndose en el principal competidor de yudo de peso pesado en Japón junto con Isao Inokuma. Inokuma seguiría siendo amigo y rival cercano a Kaminaga a lo largo de su vida.
El yudo se convirtió en un deporte olímpico por primera vez en 1964 en Tokio y Kaminaga entró en la competencia teniendo grandes expectativas como el representante del Japón para la categoría de peso abierto. Sin embargo, sufrió una lesión en el ligamento de la rodilla poco antes de la competición, y participó en el torneo para ocultar este daño. Llegó a una final olímpica el 23 de octubre, pero fue derrotado por el judoca holandés Anton Geesink, quien eliminó a Kaminaga con un Kesa-Gatame para convertirse en el primer no japonés judoca en ganar una medalla olímpica en yudo. Kaminaga es excluido de la participación en la competición de peso abierto, ya los medios de comunicación japoneses criticaron a Kaminaga por no seguir su ejemplo. Kaminaga se retiró del yudo competitivo en 1965 después de sufrir un desprendimiento de retina. Kaminaga se convirtió en el primer entrenador del equipo de yudo de la Universidad de Meiji en 1968 en el consejo de Koji Sone, donde enseñó al futuro medallista de oro olímpico Haruki Uemura.

### Palmarés internacional
Participó en los Juegos Olímpicos de Tokio 1964, obteniendo una medalla de plata en la categoría abierta. Obtuvo una medalla de plata en el Campeonato Mundial de Judo de 1958.
| Juegos Olímpicos   | Juegos Olímpicos | Juegos Olímpicos | Juegos Olímpicos |
| Año                | Lugar            | Medalla          | Categoría        |
| ------------------ | ---------------- | ---------------- | ---------------- |
| 1964               | Tokio (Japón)    | Medalla de plata | Abierta          |
| Campeonato Mundial |                  |                  |                  |
| Año                | Lugar            | Medalla          | Categoría        |
| 1958               | Tokio (Japón)    | Medalla de plata | Abierta          |